# Баттимер, Джерри
Джерри Баттимер (ирл. Jerry Buttimer; род. 18 марта 1967, Bishopstown, Манстер) — ирландский государственный и политический деятель. С декабря 2022 года занимает должность председателя Сената Ирландии, член партии «Фине Гэл». Занимал должность сенатора от Лейбористской комиссии с 2016 года, а ранее с 2007 по 2011 год. С 2016 по 2020 год — лидер партии «Фине Гэл» в Сенате. С 2011 по 2016 год занимал должность «Тяхта Дала» от южно-центрального избирательного округа Корк.

## Ранний период жизни
Получив начальное образование в Корке, затем пять лет учился на священника в колледже Святого Патрика в Мейнуте в качестве кандидата в епархию Корка и Росса, но затем решил сменить профессию. Был одноклассником Финтана Монахана, епископа Киллало. Работал учителем в средней школе, а позже был директором в общественной школе Баллинколлига.

## Политическая жизнь
В 2004 году впервые был избран в городской совет Корка и стал кандидатом на неудачных для себя всеобщих выборах 2007 года от Южно-Центрального округа Корк, но впоследствии был избран в Сенат. Был представителем «Фине Гэл» в Сенате по делам сообщества и сельской местности.
Критиковал отчёт пограничной комиссии 2012 года, согласно которому районы Бишопстаун и Глашин были переданы из Южно-Центрального округа Корк в Северо-Центральный округ Корк. Обе области считались его политической базой в округе. Несмотря на прогнозы, что на следующих выборах он переедет в Северо-Центральный Корк, в августе 2012 года он объявил, что будет участвовать в следующих выборах в Южно-Центральном Корке.
Участвовал во всеобщих выборах 2016 года. После его избрания членом Сената в апреле 2016 года был назначен премьер-министром Ирландии лидером Сената и лидером партии «Фине Гэл» в Сенате. Стал кандидатом от Южно-Центрального округа Корка на всеобщих выборах 2020 года. 7 июля 2020 года был назначен заместителем председателя Сената Ирландии.

### Гольфгейт
После участия в скандале с Обществом гольфа парламента Ирландии («Гольфгейт») ушёл с должности заместителя председателя Сената 21 августа 2020 года. Джерри Баттимер и ещё 80 человек накануне посетили вечеринку по гольфу и ужин. В то время считалось, что это нарушает правительственные рекомендации по борьбе с COVID-19. Его участие в этом мероприятии подверглось резкой критике, поскольку ранее он резко критиковал тех, кто, по его мнению, не соблюдал правительственные указания. В апреле 2020 года обвинил телеведущего Ивана Йейтса в безответственном поведении, заявив ему, что меры общественного здравоохранения направлены на спасение жизней, а не на общение. В июне он предположил, что политик Доннчад О'Лаогэр счастлив отказаться от рекомендаций общественного здравоохранения.
Джерри Баттимер также лишился партийного кнута после скандала. В январе 2021 года партия единогласно проголосовала за восстановление его полномочий.

### Председатель Сената Ирландии
16 декабря 2022 года был избран председателем Сената Ирландии.

## Личная жизнь
В апреле 2012 года совершил каминг-аут, став первым «Тяхта Дала» партии «Фине Гэл», сделавшим это, заявив:
«Я „Тяхта Дала“, который просто оказался геем — это всего лишь одна маленькая часть истории, в которой я буду продолжать быть тем политиком, которым я был вчера»
Состоит в браке с партнёром Конхобаром О'Лаогэром с декабря 2017 года.
Стал первым председателем партии «Фине Гэл» от ЛГБТ.